# Melaleucantha albibasis
Melaleucantha albibasis là một loài bướm đêm trong họ Noctuidae.